# Lautaro (ort)
Lautaro är en ort i Chile.   Den ligger i provinsen Provincia de Cautín och regionen Región de la Araucanía, i den södra delen av landet, 600 km söder om huvudstaden Santiago de Chile. Lautaro ligger 217 meter över havet och antalet invånare är 21 579.
Terrängen runt Lautaro är huvudsakligen platt, men åt sydväst är den kuperad. Det finns inga andra samhällen i närheten.
I omgivningarna runt Lautaro växer i huvudsak blandskog. Runt Lautaro är det ganska glesbefolkat, med 32 invånare per kvadratkilometer.